# Barrage de Nam Theun 2
Le projet hydroélectrique de Nam Theun 2 est le plus grand d'Asie du Sud-Est. Il s'agit d'un barrage de 1 070 mégawatts sur la Nam Theun (ou Nam Kadding), un affluent du Mékong coulant au centre du Laos. Il est situé entre les provinces de Borikhamxay et Khammouane. La centrale hydroélectrique de Nam Theun 2 a commencé sa production d'électricité en 2010, marquant ainsi la fin de deux décennies d'études et de travaux de construction. Il est destiné à approvisionner la région, et plus particulièrement la Thaïlande, en électricité.

## Le projet
Le coût d'un tel projet est estimé à 1,4 milliard de dollars. Il est dirigé par un consortium, la Nam Theun 2 Power Company (NTPC), dans lequel Électricité de France (EDF) détient 40 % des parts. L'entreprise thaïlandaise Electricity Generating Public Company Limited (EGCO), premier producteur d'électricité indépendant en Thaïlande détient 35 % des parts de NTPC et la Lao Holding State Enterprise (LHSE) en détient 25 %. 
Depuis 2005, EDF est à la tête du consortium. L'opération est soutenue par la Banque mondiale, qui se porte garante du projet en cas de nationalisation ou d'expropriation par le gouvernement laotien avant la fin de la durée de la concession (concession de 25 ans à partir de la mise en service du barrage).
Les débouchés économiques de ce projet sont problématiques. La Thaïlande a déjà renégocié plusieurs fois le prix auquel elle s'engageait à acheter l'électricité, notamment lors de la crise asiatique de 1997. Le marché thaïlandais est vital pour ce projet : environ 95 % de l'électricité produite sera vendue à la Thaïlande à partir de juin 2008, et rapporterait au Laos environ 80 millions de dollars par an.
L'équilibre du consortium est également précaire. En juillet 2003, EDF a décidé de se retirer du projet, sur décision du ministre des Finances Francis Mer. La France est revenue deux mois plus tard sur cette décision après que le Laos ne rappelle l'engagement formel de Jacques Chirac à soutenir Nam Theun 2.
En avril 2008, le début de la mise en eau du réservoir de 3,5 milliards de m³ commence.
En juillet 2009  EDF annonce les premiers kilowattheures (kWh) produits par la centrale.
En septembre 2018, le dernier rapport d’évaluation du panel d’experts internationaux chargé du suivi du projet constate que les objectifs de l’accord de concession relatifs à l’accompagnement des personnes déplacées ont été atteints avec succès. Ces objectifs s’inscrivent dans le cadre d’un programme d’accompagnement social et environnemental mis en œuvre conjointement par le gouvernement du Laos et Nam Theun 2 Power Company.